# Ehrmanns Kielschnegel
Ehrmanns Kielschnegel (Tandonia ehrmanni), auch Zwerg-Kielschnegel genannt, ist eine Nacktschneckenart aus der Familie der Kielschnegel und in den Südostalpen beheimatet.

## Merkmale
Ehrmanns Kielschnegel ist grauschwarz bis schwarz, selten hellgrau, gefärbt, die Flanken sind dabei etwas heller. Die Sohle und der Nacken sind hell, der Schleim farblos. Die Körperlänge beträgt ausgestreckt bis zu 40 mm. Ähnliche Arten stellen Tandonia baldensis, Tandonia nigra, Tandonia robici, Tandonia schleschi und Tandonia simrothi dar, bei denen es sich ebenfalls um schwarzgefärbte, alpine Kielschnegel handelt.

## Verbreitung und Lebensraum

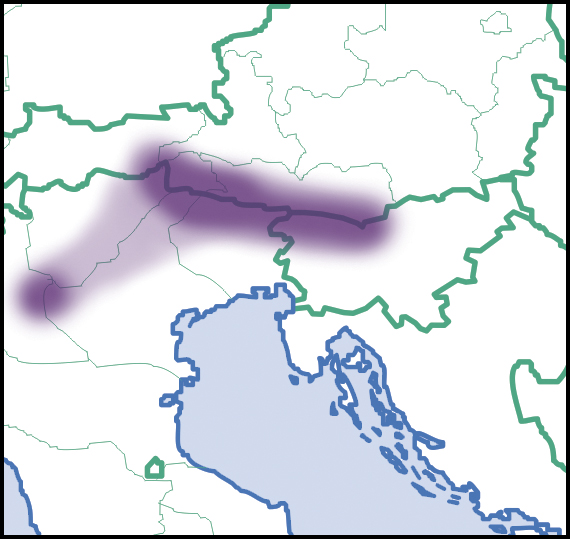
Das Verbreitungsgebiet von Ehrmanns Kielschnegel

Die Art ist im Alpenraum von Italien, Österreich, Slowenien und Deutschland verbreitet. In Deutschland wurde sie nur sehr vereinzelt in den bayerischen Alpen gefunden und gilt hier als extrem selten.
Ehrmanns Kielschnegel lebt überwiegend oberhalb der Waldgrenze in den Alpen, in Höhen zwischen 800 und 2000 m über NN, und bewohnt hier Grasflächen. Hier ist er auch in der Nähe von Krummholz-Kiefern und unter Steinen zu finden.

## Taxonomie
Vermutlich handelt es sich bei Tandonia simrothi um ein Synonym dieser Art.